# Mariakerk (Oosterwijtwerd)
De Mariakerk in Oosterwijtwerd is een van de oudste bakstenen kerken in de provincie Groningen. Het romaanse bouwwerk staat op de dorpswierde centraal in het dorp. Het gebouw is eigendom van de Stichting Oude Groninger Kerken. Het exterieur werd gerestaureerd in de jaren 1990. Het interieur is gerestaureerd in 2015.
De datering van de kerk is onzeker. Karstkarel merkt op dat de kerk wellicht al voor 1200 kan zijn ontstaan, terwijl de Stichting Oude Groninger Kerken verwijst naar zowel dendrochronologisch onderzoek van de kap, dat zou wijzen op houtkap in 1237, als naar een beschrijving die de kerk dateert op einde 12e eeuw.
De eenvoudige zaalkerk heeft een inspringende halfronde apsis, waarvan de muren licht taps toelopen. De apsis heeft drie rondboogvensters, waarvan het middelste is dichtgezet. De noordmuur van het schip heeft een spaarveld over de volle breedte. Hierin waren aan de bovenzijde kleine romaanse rondboogvensters geplaatst. In latere tijd zijn in de zuidmuur drie, en in de noordmuur een groter rondboogvenster geplaatst om meer licht in de kerk te laten.
Bij de kerk stond een losstaande klokkentoren, die in 1664 instortte. Er werd daarna een dakruiter geplaatst. Deze heeft een windvaan met het wapen van de familie Ripperda. In de kerk zijn diverse rouwborden aanwezig voor leden van deze familie, die de heerlijke rechten van Oosterwijtwerd bezat.

## Orgel
Het orgel van de kerk heeft in zijn lange geschiedenis vele wijzigingen en verbouwingen meegemaakt. Het werd in 1741 vervaardigd door de befaamde orgelbouwer Christian Müller. Het was toen een kabinetorgel, dat in 1845 door Herman Eberhard Freytag in de kerk van Oosterwijtwerd werd geplaatst. Jan Doornbos (bijgenaamd 'Jan Avontuur') breidde het in 1895 uit tot kerkorgel. De orgelkas werd gemaakt door Jan Proper. Door lekkage in de kerk raakte het instrument in 1950 beschadigd. Het werd door Mense Ruiter hersteld. Een laatste opknapbeurt kwam gereed in 1996 door Albert Hendrik de Graaf.
Het eenklaviers orgel geeft zeven registers en een aangehangen pedaal.

## Interieur

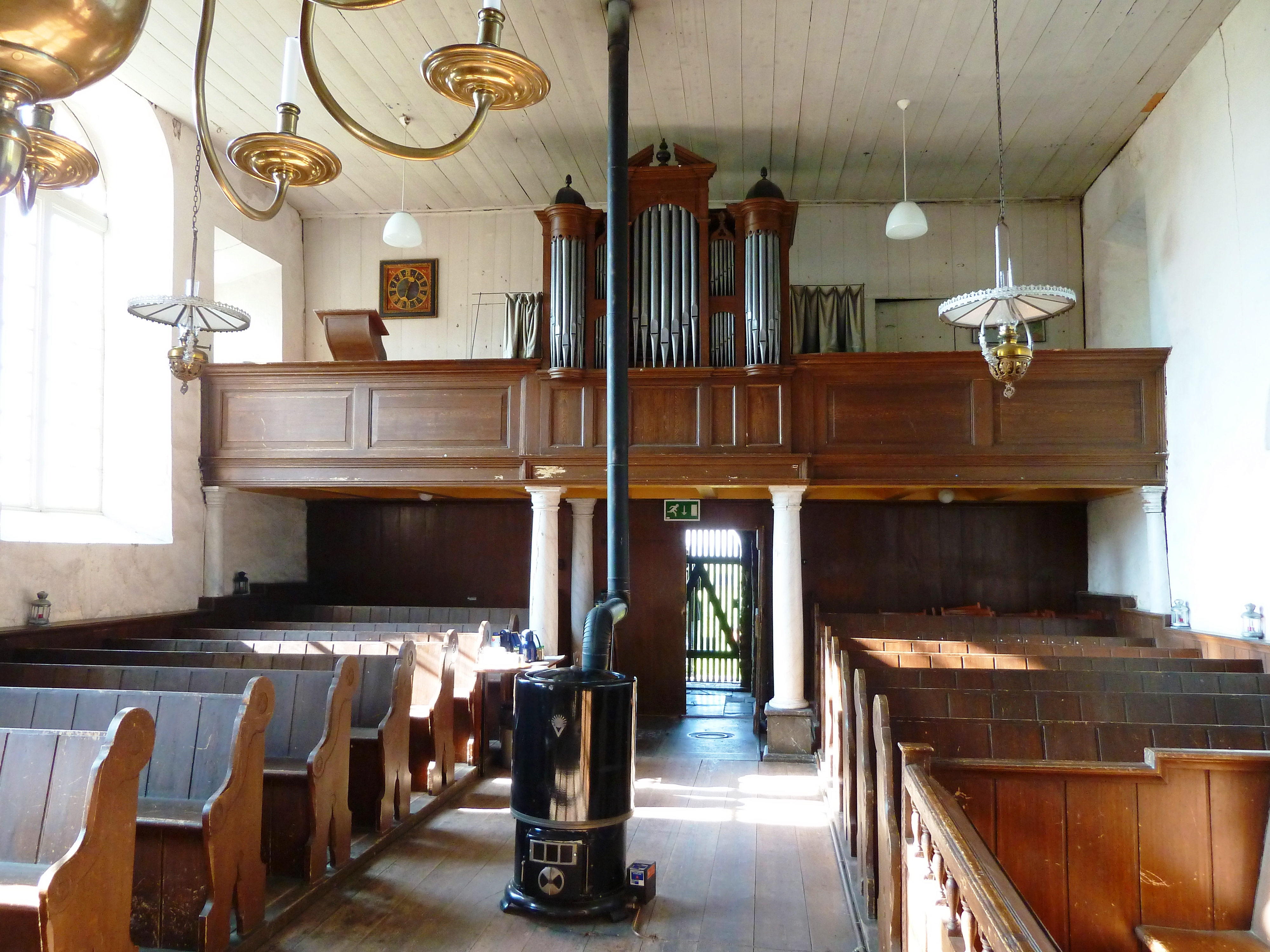
Interieur naar het westen
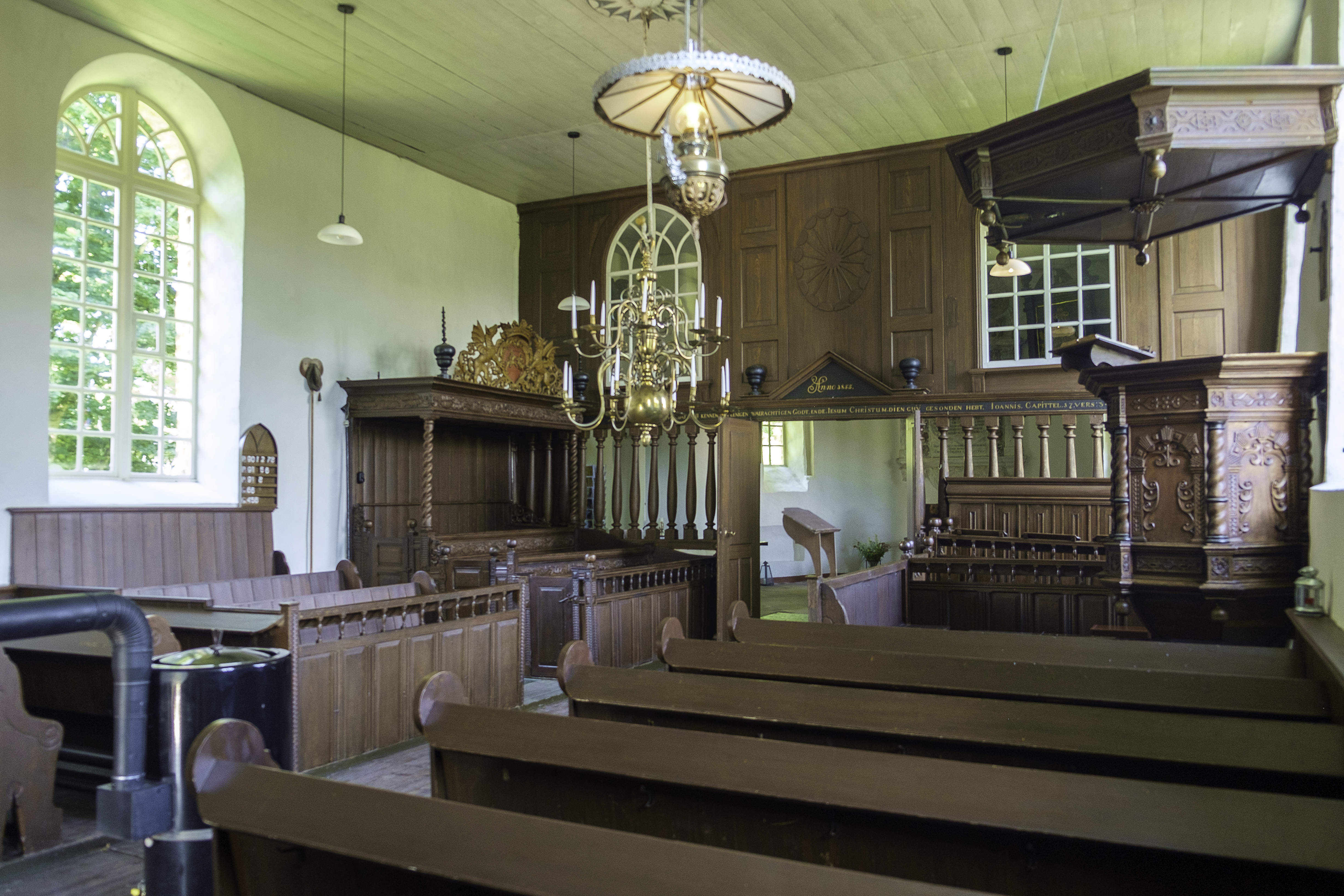
Interieur naar het oosten
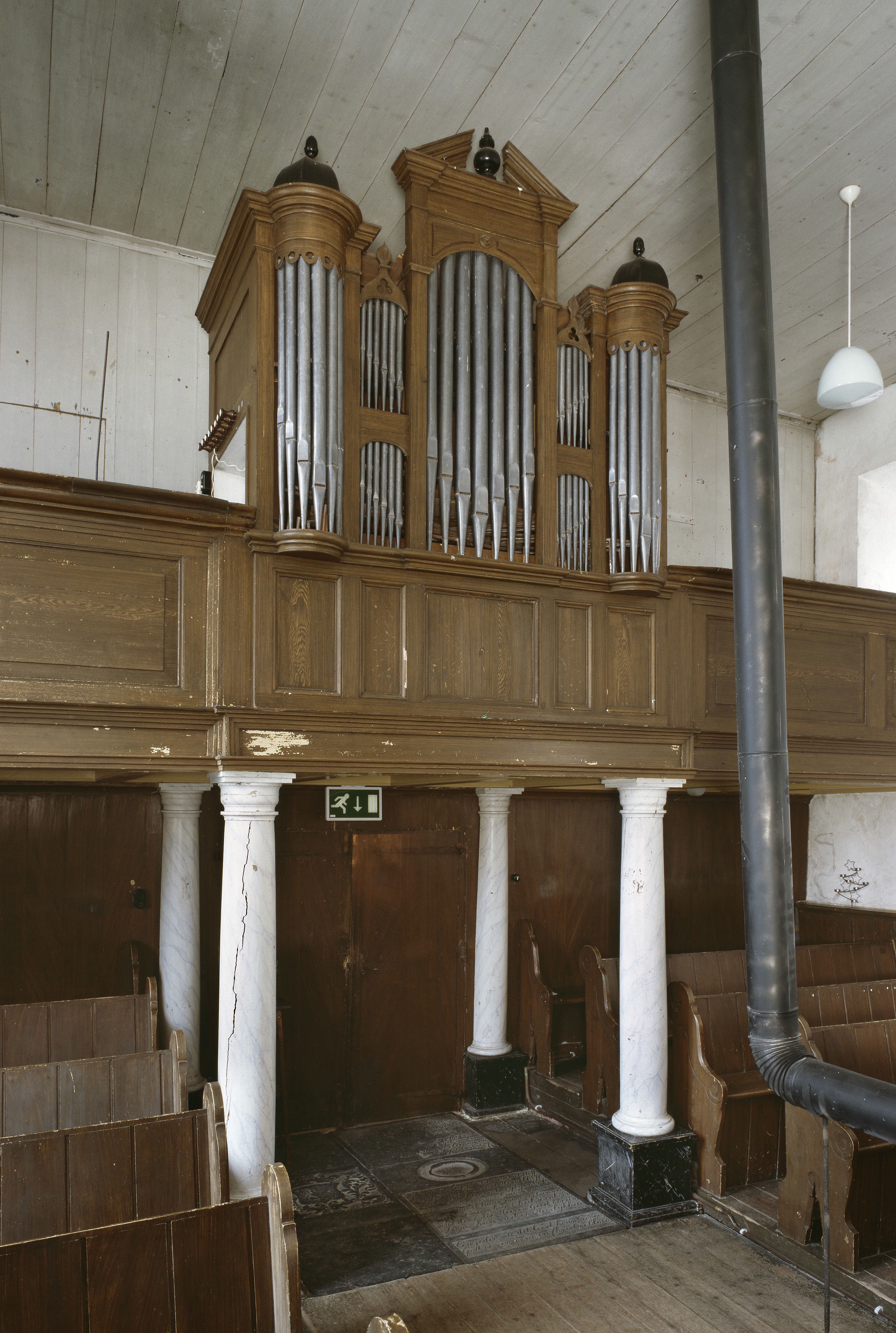
Orgel
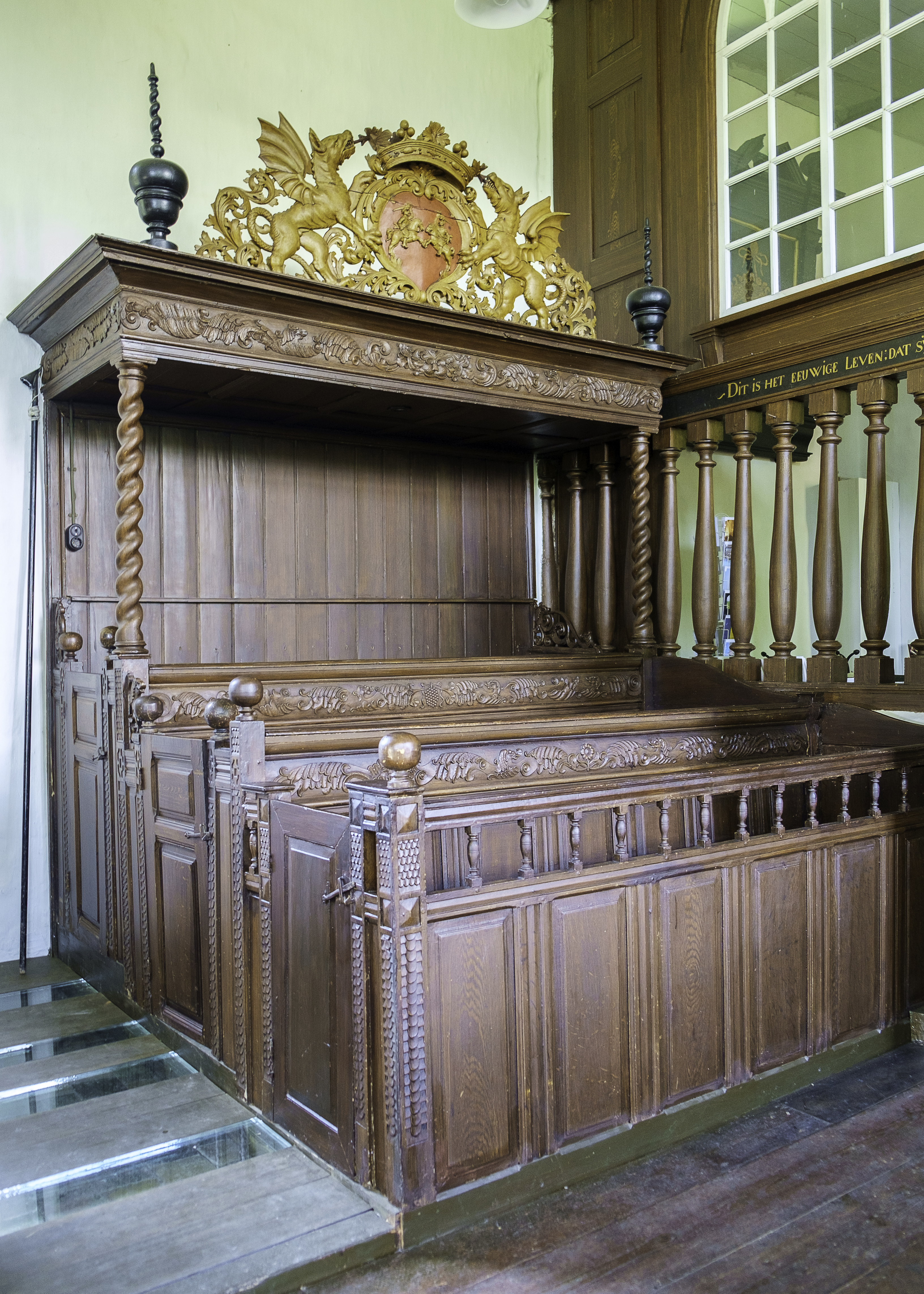
Herenbank
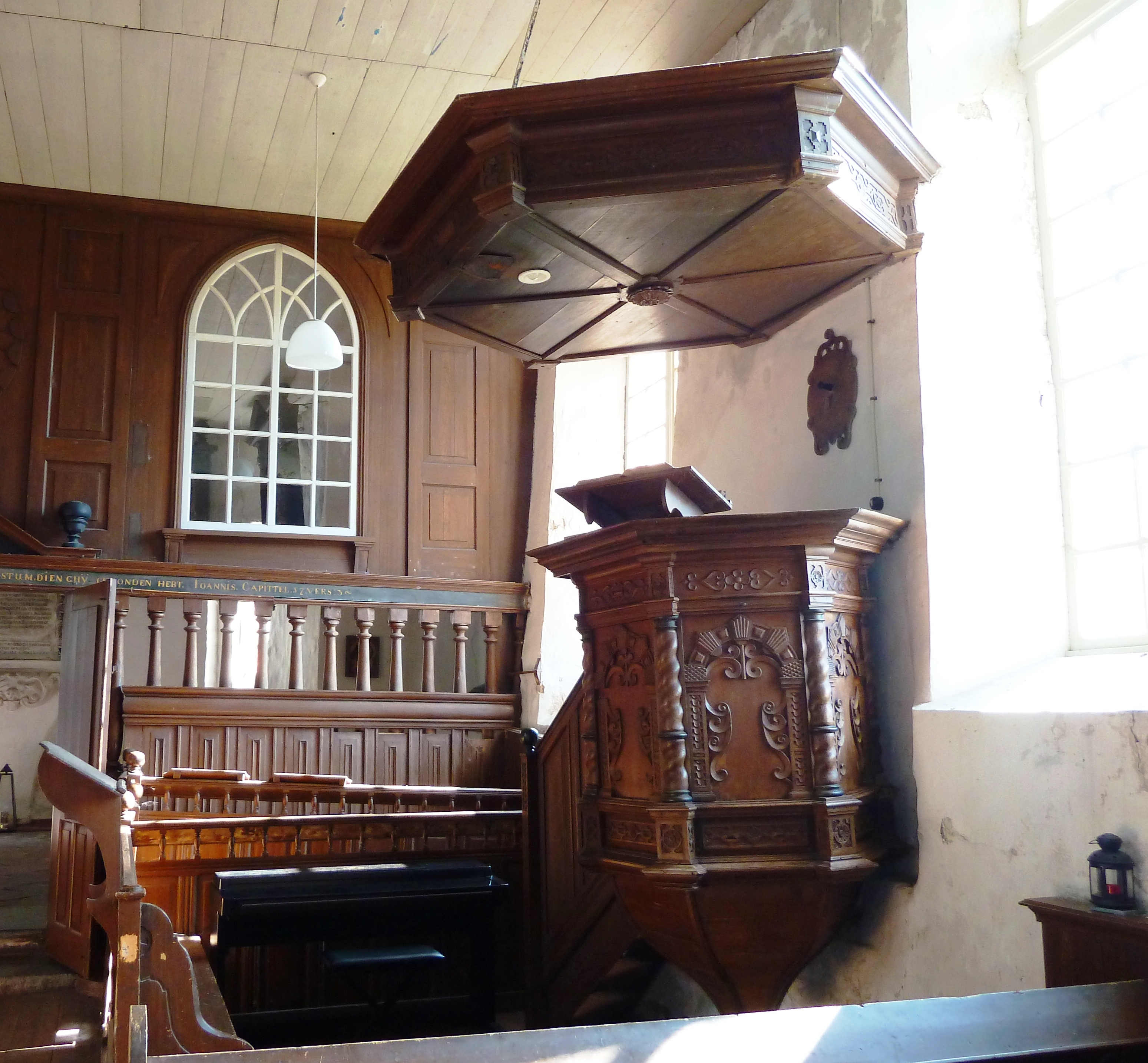
Preekstoel
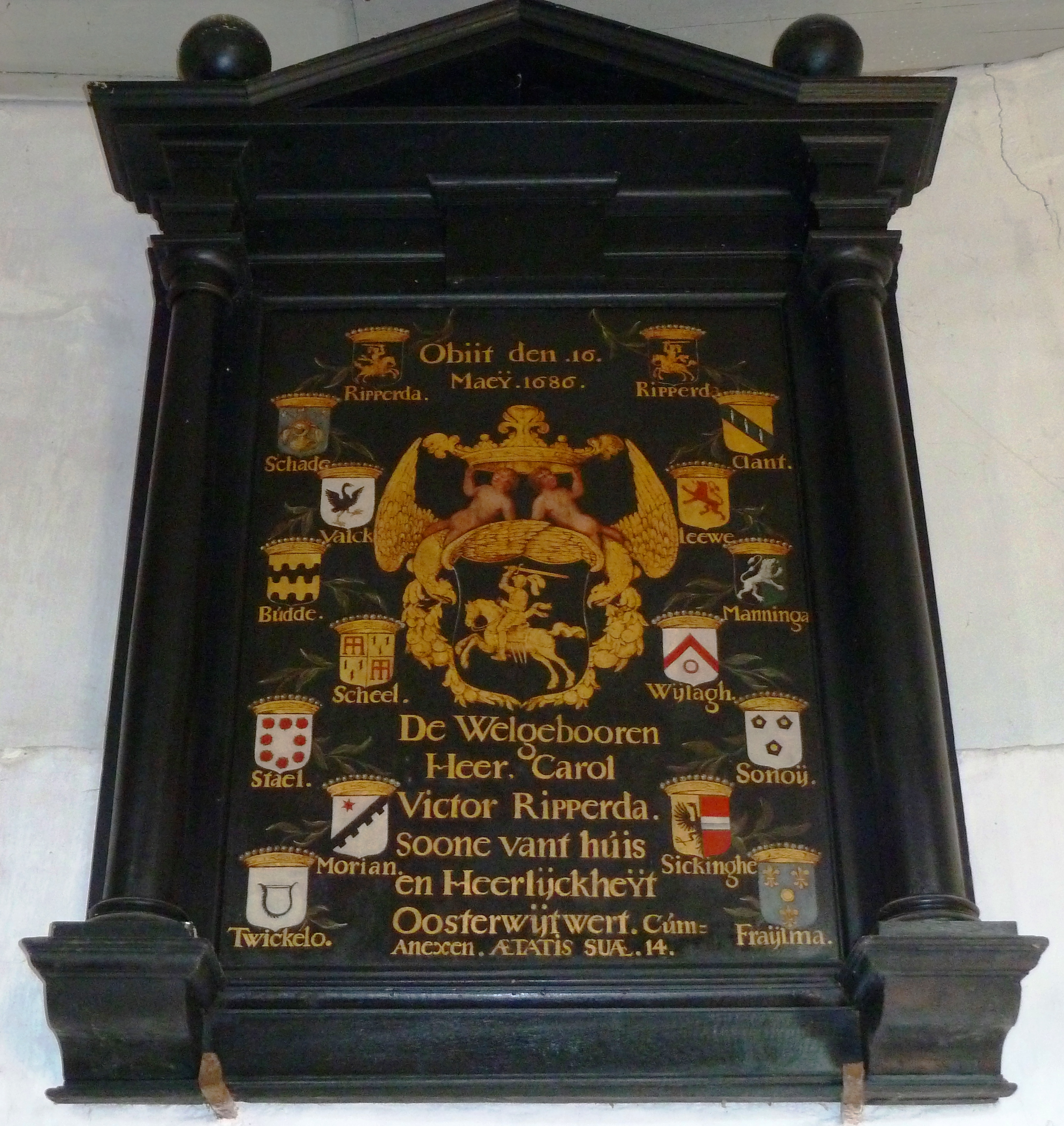
Rouwbord voor Carol Victor Ripperda, overleden in 1686
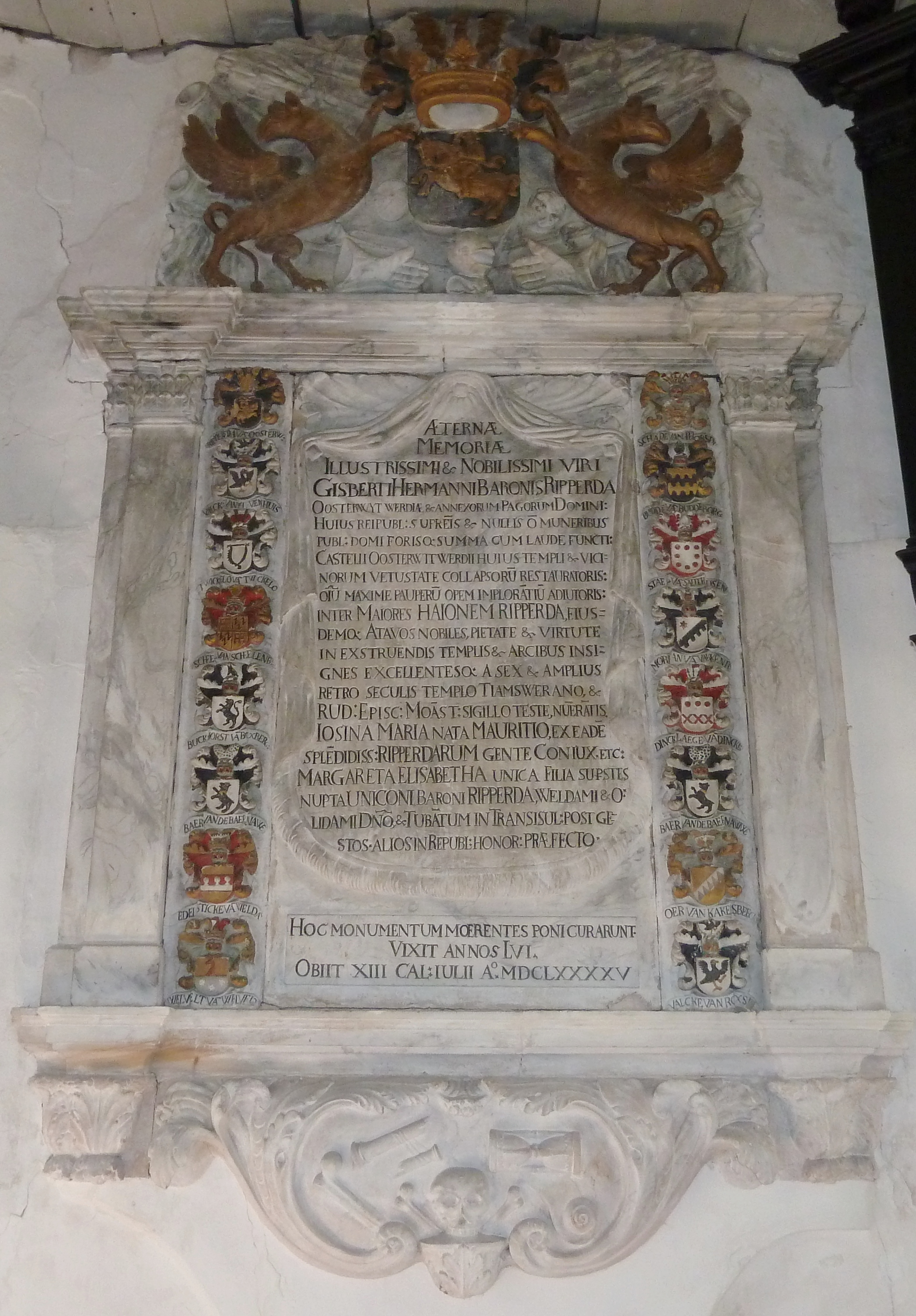
Epitaaf van zandsteen voor Gijsbert Herman Ripperda, overleden in 1695